# 艾格贝勒
艾格贝勒（法語：Aiguebelle，法語發音：[ɛɡbɛl]）是法国萨瓦省的一个旧市镇，属于圣让德莫里耶讷区。2019年，艾格贝勒与市镇朗当合并为新市镇瓦勒达尔克。

## 地理
艾格贝勒（45°32'33"N, 6°18'19"E）面积3.85 平方千米，位于法国奥弗涅-罗讷-阿尔卑斯大区萨瓦省，该省份为法国东部省份，历史上为薩伏依的一部分，北起上萨瓦省，西接伊泽尔省和安省，南部和东部与上阿尔卑斯省和意大利接壤。
与艾格贝勒接壤的市镇（或旧市镇、城区）包括：阿让蒂讷、布尔讷夫、蒙日尔贝、蒙萨佩、朗当。

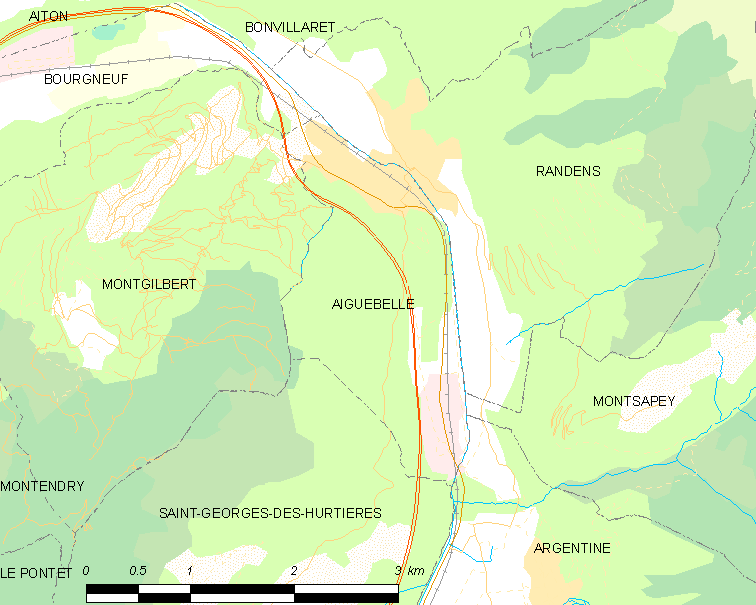
艾格贝勒的OSM定位图

艾格贝勒的时区为UTC+01:00、UTC+02:00（夏令时）。

## 行政
艾格贝勒的邮政编码为73220，INSEE市镇编码为73002。

## 政治
艾格贝勒所属的省级选区为圣皮埃尔达尔比尼县。

## 人口

1962-2008年间艾格贝勒人口变化图示

艾格贝勒于2018年1月1日时的人口数量为1190人。